# مسیه ۱۰۲

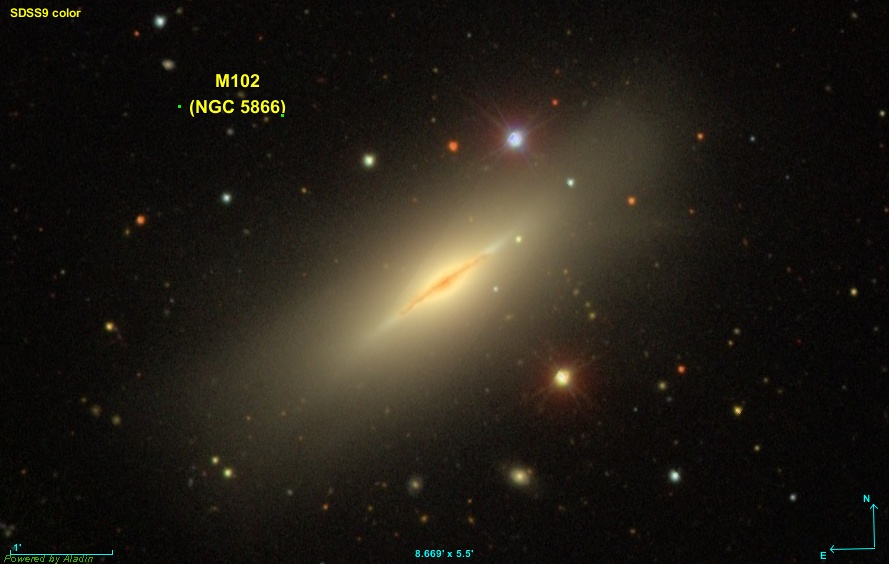
نمایی از کهکشان عدسی‌شکل «مسیه ۱۰۲»

مسیه ۱۰۲(به انگلیسی: Messier 102) (یا M102) یک کهکشان فهرست شده در فهرست مسیه است که تاکنون به‌درستی رصد نشده‌است. این جرم آسمانی اولین بار توسط پیر مچاین کشف شد ولی بعدها این احتمال داده شد که با مسیه ۱۰۱ اشتباه گرفته باشد، ولی با نظریه‌های دیگر گفته می‌شود با ان‌جی‌سی ۵۸۶۶ اشتباه گرفته‌است.